# Comissão (contrato)
O contrato de comissão é um negócio jurídico bilateral que tem por objeto a aquisição ou a alienação de bens, pelo comissário, em seu próprio nome, à conta do comitente. Está regulado nos arts. 693 e seguintes do Código Civil Brasileiro. Trata-se de um contrato que passou a ser típico - isto é, previsto na lei - após a entrada em vigor do Código Civil de 2002. . Alguns juristas falam em "mandato sem representante"  Por esta razão, o contrato de comissão não pode ser associado nem à gestão de negócios alheios, nem à procuração. Trata-se de caso de representação indireta, justamente por não haver outorga de procuração.[2] Tal nomenclatura, porém, recebe críticas: o Código Civil regulamentou a comissão como contrato autônomo, inconfundível com o mandato, distanciando-se assim das figuras reguladas nos códigos italiano (art. 1.731) e espanhol (art. 1.717), em que a comissão é definida como “figura particular de mandato” ou como “mandato sem representação”.
A parte que age em nome próprio chama-se comissário ou comissionário, ao passo que aquele que incumbe o comissário de alienar ou adquirir bens é o comitente. A palavra “comissão” designa também a remuneração devida pelo comitente ao comissário. Trata-se de um contrato que, apesar de estar tipificado formalmente no Código Civil, é profundamente dependente dos usos e costumes. Os legisladores têm procurado, nesse sentido, regulá-lo de forma genérica visando à uniformização. Orlando Gomes criticava como condenável o hábito de remissão legislativa aos usos e costumes como forma de colmatar lacunas do contrato, mas teve de reconhecer que a disciplina do Código Civil de 2002 fez largo uso desse tipo de técnica.

## História
Ainda que alguns estudos indiquem que a comissão tenha sido fortemente impulsionada na metade do século XVI como forma de atender à necessidade de comerciar com países longínquos, ela já teria sido utilizada durante a Idade Média sob a denominação de contrato de commenda. Funcionava, assim, como forma de contornar inconvenientes do contrato de mandato por ocasião do comércio entre pessoas de praças diferentes.  Apesar de alguns autores afirmarem que se trata de um contrato “que passou a ser típico após a entrada em vigor do Código Civil de 2002 (...)”, é preciso entender sua afirmação de maneira restritiva. Afinal, já havia comissão no passado, ainda que fora do Código Civil: tratava-se da velha comissão mercantil, regulada nos arts. 165 a 190 do Código Comercial de 1850; tais artigos, porém, foram revogados com a entrada em vigor do CC/2002.
A antiga definição trazida no antigo art. 165 do Código Comercial era bastante ampla, pois abrangia também a figura hoje conhecida como expedidor, isto é, o simples organizador da logística do transporte de coisas, então chamado comissário de transporte, por influência do Código Civil francês. Além disso, a regulação atual modificou a sistemática do Código Comercial. Enquanto neste a regulação era centrada na pessoa do comissário ou do agente auxiliar de comércio como um comerciante colaborador do principal, hoje se adota uma visão funcionalista do contrato e da rede de contratos de colaboração empresária. Passou da figura da pessoa à do contrato.
No Brasil, a comissão desempenhou importante papel no setor cafeeiro. Segundo Venosa, “[o]s comissários atuavam nas operações de exportação, armazenagem e venda interna de café, acumulando as funções de banqueiros e concluindo contratos de diversas naturezas”. Aduz ainda que “[s]ua atividade foi sendo reduzida com o surgimento das cooperativas agrícolas e o sistema de crédito rural implantado pelo Banco do Brasil, ficando restrito praticamente à atividade de exportação, ligada a empresas multinacionais”. 
Não se deve pensar, porém, que o contrato de comissão não conheça nenhum tipo de uso atual. Tal contrato ainda é utilizado no comércio de bancas de revistas e jornais, de vendas ambulantes de cosméticos, de utilidades do lar, no comércio de veículos usados, de produtos agrícolas e no setor da moda. Hoje não faz mais sentido exigir que o comissário exerça habitualmente a comissão, pois se perdeu o próprio interesse na distinção entre comissão mercantil e civil. Conclui, então, afirmando que “o comissário pode ou não ser empresário, embora normalmente o seja”. Afinal, “[t]endo o novo Código Civil promovido a unificação das obrigações civis e comerciais, não se exige mais que a comissão seja contrato celebrado apenas por um comerciante, hoje intitulado empresário”.

## Características

### Interesse
O contrato de comissão se afigura vantajoso ao permitir ao comerciante encarregar terceiro da prática de atos de comércio e da celebração de negócios sem que, para isso, precise se valer do mandato tradicional. Além de a contratação de um comissário representar uma redução dos custos, ela permitia que o comitente desfrutasse do crédito do comerciante local, isto é, do comissário. Com isso, afastavam-se problemas, como a dificuldade de obtenção de informações a respeito da idoneidade da pessoa com que se quer contratar, ou a respeito dos usos locais, já que a contratação podia se dar, inclusive, entre países distintos.
Há interesse geral em não revelar o nome do comitente ao terceiro. Afinal, se o comissário revela o nome, as partes poderão contratar diretamente no futuro, dispensando sua ajuda. No entanto, por mais que o sigilo seja a regra, não há, para o comissionário, dever de sigilo de que resulte sanção penal. "Em princípio, o comissionário não deve divulgar o nome do comitente, pois que opera em nome próprio. Mas pode ocorrer que haja interêsse do comitente na publicidade (...)”. 

### Elementos distintivos
Em relação à corretagem, a comissão distingue-se em que o comissário age nomine suo, ao passo que o corretor deve necessariamente repassar o contrato ao principal interessado; sua atividade limita-se à aproximação das partes. A profissão, de fato, assemelha-se à do corretor, mas o comissário não é verdadeiro intermediário, pois não aproxima as partes, mas celebra ele próprio os contratos, assumindo a responsabilidade pela sua execução.
Em relação à agência (ou representação comercial), a distinção está em que o agente tem liberdade de ação para concluir negócios em nome do representante. A diferença está em que o comissário contrata em nome próprio, ignorando o terceiro (seja comprador, seja vendedor) quem seja o comitente. Já o agente age ostensivamente para o representado, que também é chamado de proponente. Na agência, a representação é direta, ao passo que, na comissão, é meramente indireta.
Em relação ao contrato estimatório, há grande semelhança com a comissão, afinal ambos se destinam à venda de bens por negociação de outrem em nome próprio. Assim, o consignatário também recebe o bem com a finalidade de vendê-lo a terceiro. No entanto, no contrato estimatório, há estimação feita pelas partes, de forma que o consignatário pode, mesmo sem vendê-lo, optar por ficar com o objeto para si, pagando o preço fixado. Caso consiga vendê-lo, auferirá o lucro no eventual sobrepreço que conseguir. A vantagem econômica do contrato estimatório nasce do lucro obtido na venda das mercadorias ao terceiro, uma vez que não há remuneração paga pelo consignante. Já no contrato de comissão, o comissário não se propõe a comprar as mercadorias: estas ficam em seu poder exclusivamente para que ele procure um terceiro para adquiri-las, sendo remunerado por essa atividade. 
Já em relação ao mandato, a distinção está em que o mandatário é representante direto, agindo em nome do representado (mandante), ao passo que o comissário é mero representante indireto, agindo, portanto, em nome próprio, mas defendendo interesses do comitente. É costumeiro apontar, porém, que quando o mandatário age em seu nome próprio, o mandato se aproxima da comissão. Há quem já tenha sustentado, quando ainda se distinguia os negócios comerciais dos civis com clareza, que, nessa hipótese de atuação do mandatário em nome próprio, o que haveria seria comissão civil. Pontes de Miranda, por outro lado, rebate tal conclusão: “[s]e a comissão fosse mandato sem representação, confundir-se-ia com o mandato que o mandatário exercer no próprio nome (...), com ou sem permissão”. E prossegue: “[a] situação não é a mesma que ocorre segundo o art. 1.307 do Código Civil, quando o mandatário mesmo investido de poder de representação, oculta o nome do representado, e se faz inserir como figurante do negócio jurídico. O que é normal para o comissionário, é anormal para o mandatário, que falta a deveres contratuais e, às vezes, comete ato ilícito absoluto (...): faz-se comissionário sem no ser”.
As distinções da comissão em relação ao mandato pode ser resumidas nos seguintes pontos:
- o mandatário age sempre em nome do mandante, ao passo que, na comissão, age sempre em seu próprio nome, sendo o comitente desconhecido;
- a comissão tem sempre por objeto negócios determinados, ao passo que o mandato pode versar sobre atos que, apesar de concernentes a um certo fim, ficam sujeitos à deliberação do mandatário;
- o mandatário não integra o contrato, enquanto o comissário age em seu próprio nome e integra o contrato como parte contratante;
- o comissário não é obrigado a declarar o nome do comitente e, mesmo que o declare, não poderá inseri-lo como parte do contrato, ao passo que o mandatário não age em nome próprio.

### Objeto
É comum que se aponte como objeto do contrato de aquisição a compra ou venda de bens por outrem. Por mais que o art. 693 mencione assim amplamente “bens”, entende a doutrina que o contrato se limita às operações relativas aos bens móveis, excluindo-se os imóveis da sua área de abrangência. Trata-se de conclusão necessária em razão do sistema de transmissão da propriedade vigente no Brasil, já que “não se poderia manter sigilo sobre o comitente proprietário do imóvel, nem se prescindir de sua intervenção direta ou mediante procurador no ato da outorga da escritura definitiva”.

### Natureza jurídica
As principais características deste contrato são as seguintes:
- Bilateral ou sinalagmático: gera obrigações recíprocas tanto pro comitente como para o comissário. Este tem de realizar a alienação ou aquisição a que se obrigou, ao passo que aquele tem de lhe prestar a remuneração ajustada. Por ser sinalagmático, há a possibilidade de utilização da exceptio non adimpleti contractus.
- Consensual: aperfeiçoa-se apenas com o acordo de vontade das partes, não dependendo da entrega de nenhum objeto específico, nem de qualquer solenidade especial.
- Oneroso: ambos os contratantes obtêm proveito econômico, tendo o comissário direito à contraprestação ou comissão pelos serviços prestados. Opõe-se, assim, a qualquer ideia de liberalidade ou doação.
- Comutativo: as obrigações são recíprocas e conhecidas das partes.
- Não solene: o contrato não está adstrito a forma prescrita na lei, podendo ser celebrado verbalmente e provado por todos os meios admitidos.
- Intuitu personae: é celebrado levando em consideração a pessoa do comissário, em especial suas qualidades específicas, profissionais, competência e honestidade, que o credenciam para exercer a atividade.

### Modalidades
Pontes de Mirandaindica três modalidades distintas de comissão:
- Comissão imperativa: não se atribui nesta nenhuma iniciativa ao comissário fora dos termos explícitos do contrato e das instruções. Nesta, há todos os pressupostos essenciais do negócio jurídico. São exemplos de cláusulas imperativas: (i) proibição de contratação com determinadas pessoas, em determinadas zonas ou com determinadas pessoas; (ii) fixação do preço como menor que os da praça; (iii) proibição de concessão ou dilação de prazo ou de venda a crédito. Em todas essas hipóteses, caso o comissário se desvie das ordens dadas pelo comitente, não há gestão de negócios com a possibilidade de ratificação do excedente, mas de verdadeiro adimplemento ruim da comissão, havendo ação de indenização. É preciso observar, porém, que se as vantagens obtidas pelo comissário superarem as vantagens, há adimplemento.

- Comissão indicativa: vai do mínimo ao máximo de indicações, supondo que o comitente permitiu interpretar as instruções distante das circunstâncias para melhor atender ao interesse do comitente. É, na verdade, comissão mista, em que se misturam elementos imperativos e outros facultativos. É preciso que o comissário opere com prudência.

- Comissão facultativa: o comitente apenas apontou a operação, deixando ao comissário o campo livre. O comitente diz apenas o que essencialmente deseja, dizendo pouco ou nada que restrinja o poder de disposição do comissário.

## Eficácia

### Deveres do comitente

#### Dever de pagamento e provisões
Em razão de o contrato ser necessariamente oneroso, o comissário tem direito à remuneração ajustada. No entanto, a remuneração não é essencial ao contrato: o contrato de comissão pode se perfazer ainda que não haja determinação do valor a ser pago ao comissário. Neste caso, o Código Civil manda que se preencha a lacuna quanto à remuneração de acordo com os usos da praça. Além do pagamento, é possível que, mesmo antes da conclusão do negócio jurídico, o comitente tenha de desembolsar, em favor do comissário, os adiantamentos necessários para a conclusão do negócio. Também é comum que a entrega ao comissário dos bens seja feita antes da conclusão da venda, de forma que o comitente lhe remeta as mercadorias antecipadamente, ficando o comissário como depositário. Neste caso, o comitente conserva a propriedade das mercadorias até a alienação a terceiro.
O valor da remuneração calcula-se por meio de um percentual sobre o valor do negócio, tratando-se, portanto, de remuneração variável. Costuma-se chamar comissão, aliás, à própria remuneração que nasce desse contrato, pois o termo comissão passou a ter o sentido de forma de remuneração proporcional ao valor do negócio. De acordo com o uso de determinadas praças, admite-se que o comitente tenha o dever de pagar a comissão ao comissário mesmo sem que este tenha efetivamente levado a cabo a conclusão do negócio jurídico com terceiro. No entanto, tal previsão não se presume e depende dos usos do lugar. Neste caso, o comitente seria obrigado a remunerar o comissário independentemente de a operação ter ou não lhe trazido algum benefício. Segundo o STJ, “[n]o contrato de comissão mercantil por tempo indeterminado, o comitente pode modificar unilateralmente o valor a ser pago ao comissário”.

#### Ação contra terceiro?
Justamente por o comissário contratar diretamente com o comitente, as pessoas com quem o comissário contrata não tem ação contra o comitente, nem o comitente contra elas. Para que haja a acionabilidade nesses casos, é preciso que tenha havido cessão de direitos.  Caso haja ratificação do comitente, há conversão da comissão em mandato, pois o comitente toma para si o contrato realizado pelo comissário. Havendo conversão, passa também a haver ação direta contra a parte que contratou com o comissário. Segundo Pontes de Miranda, “(...) qualquer relação jurídica entre o terceiro e o comitente supõe pacto adjecto ou outro negócio jurídico (e.g., pacto para que o pagamento seja mediante aceite de duplicatas mercantis que o emitente subscrevera e emitira contra o comissionário)”.
No entanto, surge na comissão uma espécie de separação entre titularidade formal ou jurídica e titularidade econômica. Quando o comitente despacha as mercadorias para que o comissário as vendas, pode ele ter ação contra o terceiro para cobrar-lhe o valor das mercadorias, que serão despachadas por meio do comissário? A opinião mais tradicional na doutrina era a de refutar essa possibilidade, tendo em vista que não há relação jurídica entre o comitente e o terceiro. Porém, a doutrina mais recente tem opinião diversa. Essa nova corrente considera que o “comissário é formalmente titular do crédito, mas pertence ele, em verdade, tanto sob o ponto de vista econômico como jurídico, ao comitente. (...) O titular formal deve exigir ou reclamar o pagamento na condição de credor, resultante de sua posição no contrato, mas seu direito de ação não impede que o comitente promova diretamente a realização do crédito, pois a ele interessa o recebimento”.   No entanto, qual a figura jurídica que se poderia aplicar a uma tal hipótese? Ponderando-se as diversas possibilidades – isto é, o exercício de direito próprio do comitente e a sub-rogação das ações do comissário em favor do comitente -, conclui-se que o art. 694 do Código Civil entendeu não haver possibilidade de agir o comitente diretamente contra o terceiro a não ser que o comissário lhe ceda sua posição contratual.

### Deveres do comissário

#### Dever de conclusão e execução do negócio jurídico
Além da conclusão propriamente dita do negócio jurídico, é preciso que o comissário o execute diretamente de maneira regular. Assim, “[o] comissário é obrigado a cobrar as obrigações no vencimento”. Durante as tratativas ou mesmo no momento de concluir o negócio jurídico, não há dever, para o comissário, de revelar ao terceiro o nome do comitente, já que este não ingressa na relação jurídica com o terceiro. É isto que significa agir em nome próprio. No entanto, nada impede que venha a constar o nome do comitente, seja por conveniência de melhor divulgação do produto, seja por incrementação das negociações.
A conduta do comissário deve estar de acordo com ou com as instruções recebidas do comitente, ou, no caso de ausência destas instruções, deve atender aos usos da localidade. Senão, ele fica obrigado obrigado ao pagamento das quantias devidas, ou a arcar com as consequências da dilação de prazo concedida, em caso de concessão não-autorizada de prazo ao terceiro. Em relação à dilação de prazo, a legislação presume o comissário autorizado a concedê-la caso nada digam as instruções do comitente ou os usos e costumes do lugar. O lugar, neste caso, é onde o comissário desenvolve sua atividade, que, de regra, é o seu domicílio. Caso o comissário, não observando a proibição do comitente, conceda dilação de prazo, esta não é oponível ao comitente, de forma que a este deverá o comissário adimplir suas obrigações no prazo avençado sem dilação. No entanto, pertence ao comissário eventual vantagem que obtenha com a dilação concedida. Assim, se o comissário que deve vender à vista contraria as instruções do comissário e vende a prazo, cobrando em compensação preço maior, é ao comissário que cabe a vantagem.
Por mais que seja necessário que o comissário siga de perto as instruções dadas pelo comitente, este não poderá “reclamar qualquer tipo de indenização do comissário caso os seus atos, mesmo discrepantes das ordens e instruções recebidas, ou dos usos do lugar, tenham resultado em vantagem para aqueles (...)”. Caso a operação tenha consistido na venda de mercadorias, é preciso que o comissário, para adimplir o contrato, ponha o bem adquirido à disposição do comitente. Caso se trate de comissão para aquisição, é comum que o comitente remeta antecipadamente as coisas para o comissário. Neste caso, o comissário funciona como depositário, consignatário das mercadorias entregues.  Apesar de ser dever do comissário não apenas concluir, mas também executar o contrato que concluiu, o direito do comissário à remuneração não é condicionado à execução do contrato. Sua pretensão à remuneração, assim, nasceria com a conclusão do negócio previsto. Desta forma, o inadimplemento do terceiro não prejudicaria, na ausência de cláusula contrária, o comissário.

#### Dever de guarda
É intenso o dever de guarda do comissário, abrangendo a realização de seguro da coisa adquirida ou remetida, a conservação dos bens em seu poder, a comunicação de eventuais avarias que sofrerem e a comunicação da impossibilidade de mantê-las armazenadas. É possível, ainda, que o comissário recorra à hasta pública para os bens que não são destinados normalmente à alienação. A jurisprudência já admitiu, porém, que, no contrato de comissão, o comissário-financiador da operação vendesse as mercadorias sem prévia consulta ao comitente. O mesmo foi admitido antes mesmo da conclusão definitiva do contrato de comissão. Além disso, o dever de guarda não se perpetua: o comissário que está na posse dos bens, sem ser depositário, não é obrigado a guardá-los indefinidamente. Por outro lado, não se admite que o comissário, sem cláusula autorizativa, dê em penhor os conhecimentos das mercadorias que vai vender, mas é possível que a previsão de determinadas praças seja diferente e tal autorização seja presumida. Por outro lado, não se pode crer que a outorga do poder de disposição seja exclusiva de determinadas praças: ela está presente em todos os contratos de comissão.

#### Dever de comunicação
Como a relação de confiança entre o comitente e o comissário é intensa, o dever de comunicação entre ambos é amplo, abrangendo o dever de comunicar ao comitente a conclusão do negócio jurídico almejado, o dever de comunicar eventuais avarias sofridas pela coisa em seu poder, o dever de comunicar eventual concessão de dilação de prazo e, segundo alguns, a pessoa a quem concedeu; A lei autoriza o comitente tanto a revogar a ordem para o comissário concluir o negócio, se ainda não realizado, como a de alterar as instruções. O art. 704 do Código Civil autoriza o comitente a modificar suas instruções a qualquer tempo, entendendo-se, na dúvida, que elas também se aplicam aos negócios pendentes.

#### Substituição do comissário
No contrato de comissão, há especial relação de confiança entre o comitente e o comissário. Por isso, este contrato é celebrado intuitu personae. É, pois, um dos que se denominam personalíssimos, e consequentemente não pode haver substituição da pessoa do comissário. Porém, isso não impede que a função seja exercida por uma sociedade mercantil, em vez de pessoa física.

#### Prestação de contas
O comissário tem o dever de prestar ao comitente contas de sua gestão. A justificativa está no fato de que ele tem o dever de não causar prejuízos ao comitente, como assume a obrigação de proporcionar o lucro que razoavelmente se podia esperar do negócio.

#### Direito de retenção
Da mesma forma que no mandato, o comissário também tem direito de retenção sobre os bens adquiridos para o comitente, com o objetivo de assegurar o reembolso das despesas efetuadas para realizar o negócio convencionado, bem como o recebimento da remuneração ajustada e eventuais juros, segundo o art. 708, CC.

#### Responsabilidade
Caso o comissário atrase a entrega dos fundos que pertencem ao comitente, fica ele obrigado ao pagamento de juros, além de perdas e danos que possa ter causado. Caso haja mais de um comitente, há solidariedade entre eles.
Orlando Gomes elenca uma lista de casos em que o comissário é considerado responsável:
- pelo prejuízo a que der causa por ação ou omissão, salvo força maior;
- se cometer excesso no exercício da representação;
- se não prestar contas;
- se não segurar as mercadorias;
- se não conservar os bens confiados à sua guarda;
- pelas avarias que atingirem mercadorias consignadas, se não comunicá-las de pronto ao comitente;
- se não diligenciar a imediata apuração da causa do perecimento ou deterioração dos bens que estiverem em seu poder.

## Peculiaridades

### Representação indireta
O comissário não é representante direto do comitente por não agir em nome deste; o comissário age em nome próprio. Não há procuração. Segundo Orlando Gomes, “[d]iz-se que, na comissão, há representação indireta ou imperfeita, que não configuraria, entretanto, a representação propriamente dita como forma típica de cooperação de alguém na conclusão de um negócio jurídico. Ocorreria a interposição real (...)”. Nesse sentido, do ponto de vista externo, a relação jurídica se apresenta como vínculo exclusivo entre o comissário e a pessoa a quem vende ou compra determinados bens. Internamente por outro lado, o comissário está vinculado ao comitente, que é a pessoa por cuja conta age. Ele gere, nesse sentido, os interesses do comitente, incumbindo-se da execução do contrato e transmitindo ao comitente apenas os resultados da gestão. Ele age, portanto, em interesse alheio.
Segundo Walfrido Warde, “[a] representação indireta, certamente, encaixa-se melhor ainda como base da infraestrutura do contrato de comissão, pois que pressupõe uma dúplice função do comissário: parte e representante. Somente por esse motivo explica-se que o comissário torne-se titular de todas as obrigações decorrentes do negócio jurídico externo, transferindo, como é típico da representação, somente os benefícios (ou prejuízo) ao comitente”. Alerte-se, porém, que Carvalho de Mendonça considerava essencial, no contrato de comissão, que não houvesse comunicação dos prejuízos à outra parte, sob pena de tratar-se de sociedade em conta de participação.

### Transmissão da Propriedade e Autorização
Como pode o comissário transmitir a propriedade do bem que lhe foi remetido pelo comitente, se o comitente não transmitiu a propriedade – mas apenas a posse – ao comissário? Em todo contrato de comissão há implícita ou explicitamente uma cláusula de outorga do poder de disposição. Neste caso, por mais que o comitente continue sendo proprietário das mercadorias, ele transmite o poder de disposição das mercadorias ao comissionário, que, por sua vez, poderá transmitir eficazmente a propriedade dos bens ao terceiro, sem que se precise cogitar de casos de aquisição ex lege a non domino. Algo muito semelhante ocorre ainda no contrato estimatório.

### Cláusuladel credere
A cláusula del credere é um pacto adjeto ao contrato de comissão pelo qual o comissário assume a responsabilidade de pagar o preço da mercadoria que vendeu solidariamente com as pessoas com quem contratou em nome do comissário garantindo desse modo a execução do contrato. Não se deve tratar o caso como fiança, mas, sim, como mera solidariedade do comissário com o terceiro. A cláusula pode abranger a totalidade da responsabilidade do terceiro ou apenas uma parte. Seu principal objetivo é servir de estímulo a que o comissário selecione melhor os seus parceiros comerciais, evitando, assim, pessoas com alto risco de inadimplemento. Como tal, a cláusula deve ser estipulada expressamente; além disso, por prever um risco dilatado para o comissário, a taxa de comissão deverá ser mais alta. Nesse sentido, o comissário garante a liquidez do débito, tendendo-se hoje para uma interpretação restritiva, isto é, que entende cabível a cláusula apenas nos casos de vendas a prazo. Assim, justificar-se-ia a remuneração elevada: ela teria como causa os riscos maiores assumidos pelo comissário.

### Contrato consigo mesmo
No caso da comissão, surge o seguinte problema: como avaliar a situação em que o comissário adquire para si as coisas que deve vender? Segundo o art. 117 do Código Civil o contrato consigo mesmo é anulável. No entanto, alguns entendem que o dispositivo é inaplicável ao caso, em razão de o comissário não ser verdadeiro representante. Orlando Gomes, porém, adverte para o fato de que se trata de “operação perigosa, cujos inconvenientes têm sido ressaltados”. Em geral, proíbe-se que seja feita à revelia do comitente, havendo uma tendência a permiti-la sempre que o contrato não contenha cláusula proibitiva. Assim, sendo o comissário representante do comitente, que age, porém, em nome próprio, não há impedimento, do ponto de vista jurídico, a que realize a operação como contraparte, salvo se aquele a proibir ou o fato caracterizar conflito de interesses. Segundo Pontes de Miranda, não se pode presumir que haja dolo ou conflito de interesses na realização do contrato consigo mesmo. Se houver algum dano ao comitente, há ação de adimplemento ruim. Para o autor, o negócio jurídico consigo mesmo, por parte do comissionário, é espécie de adimplemento do contrato de comissão. Se o comitente não vedara a contratação consigo mesmo, o adimplemento satisfaz. No entanto, como o comitente pode mudar as instruções, caso não tenha vedado a contratação consigo mesmo de início, pode fazê-lo posteriormente. Caso o faça, o comissionário tem o dever de comunicar imediatamente ao comitente que concluiu negócio consigo mesmo.

## Extinção

### Denúncia cheia
Caso o comissário seja dispensado pelo comitente por motivo culposo, fica o comitente mesmo assim obrigado a pagar, em favor do comissário, a remuneração pelos serviços úteis prestados. Isso não exclui que o comitente exija do comissário o pagamento de perdas e danos, caso algum dano lhe tenha sido causado. A expressão “serviços úteis”, usada no art. 703, deve ser interpretada de forma ampla, levando em consideração não apenas o aspecto patrimonial, mas qualquer outra vantagem ou benefício demonstrado.

### Denúncia vazia
Caso o comissário seja dispensado pelo comitente sem culpa sua, o comitente fica obrigado a remunerá-lo pelos trabalhos prestados; caso tenha causado danos ao comissário pela ruptura imotivada, deve pagar também perdas e danos. Essas perdas e danos podem ocorrer justamente quando as negociações preliminares do contrato que o comissário concluiria com terceiro já estavam ocorrendo.  A despedida imotivada gera direito às perdas e danos decorrentes da dispensa. Neste ponto, há certo aspecto isonômico. Afinal, “(...) se, de um lado, considerada delas beneficiário o comitente, consoante o estampado no art. 703, quando o comissário houver dado motivo para sua demissão, de outro legitima o comissário a exigi-las, se despedido sem justa causa”.

### Morte do comitente
A morte do comitente não causa a extinção do contrato de comissão. Ttrata-se da aplicação de preceito relativo ao contrato de mandato  – contrato, aliás, que rege as eventuais lacunas do contrato de comissão segundo o art. 709, CC.

### Morte do comissário
Como o contrato de comissão é intuitu personae (personalíssimo), em caso de morte do comissário, há necessariamente a extinção do contrato. Neste caso, a remuneração proporcional devida ao comissário será paga aos seus filhos, devendo ser proporcional aos trabalhos desenvolvidos e à importância dos atos praticados.

### Falênciaeconcurso de credores
Se houver insolvência do terceiro, o comissário não responde por tal fato. No entanto, abre-se uma exceção para o caso em que o comitente demonstrar a sua culpa ou se tiver expressamente assumido essa obrigação, mediante a cláusula del credere, hipótese em que responde solidariamente. Além da cláusula del credere, há o mesmo efeito caso o comissário tenha agido com culpa.
Peculiaridade do contrato de comissão é conceder, na falência do comitente, privilégio especial em favor do crédito do comissário.
Assim, see a falência for do comissário, cabe ao comitente reivindicar as mercadorias em poder daquele e receber dos terceiros adquirentes os preços ainda não pagos das mercadorias vendidas pelo comissário. Exemplo dessa situação é o caso das mercadorias entregues ao comissário para alienação antecipadamente, ocorrendo a falência no momento após a chegada das mercadorias e antes que elas fossem despachadas ao terceiro.